# 신녕향교 명륜당
신녕향교 명륜당(新寧鄕校 明倫堂)은 대한민국 경상북도 영천시 신녕면에 있는 건축물이다. 1983년 6월 20일 경상북도의 유형문화재 제168호로 지정되었다.

## 개요
명륜당은 훌륭한 유학자를 제사하고 지방민의 유학교육과 교화를 위하여 나라에서 지은 향교(교육기관)로, 처음 지은 시기는 알 수 없으나, 조선 명종 6년(1515) 현감 황준량이 수리하였다.
임진왜란 때 불에 타버린 것을 광해군 7년(1615) 다시 지어 숙종 12년(1686) 지금 있는 자리로 옮겨져 교육공간의 중심 건물로 강의를 하던 곳인데 철종 3년(1852) 5월에 다른 건물들을 수리하면서 고쳐지었다.
지붕은 단순한 맞배지붕의 양끝 칸쪽에 날개를 펼친 듯 지붕(덧단 가적지붕)이어서, 전체로 보면 옆면 지붕선이 여덟 팔(八)자 모양과 비슷한 팔작지붕으로 볼 수 있다. 비교적 규모가 크고 건실한 구조를 이루고 있는 조선시대 건축 문화재이다.

## 참고 자료
- 신녕향교명륜당 - 국가유산청 국가유산포털